# Bolborhachium recticorne
Bolborhachium recticorne är en skalbaggsart som beskrevs av Guérin-Méneville 1829. Bolborhachium recticorne ingår i släktet Bolborhachium och familjen Bolboceratidae. Inga underarter finns listade.